# Oxyde de cuivre(I)
Pour les articles homonymes, voir Oxyde de cuivre.
L'oxyde de cuivre(I), ou oxyde cuivreux (parfois, sous-oxyde de cuivre), est un composé du cuivre et de l'oxygène, de formule chimique Cu2O.
L'oxyde cuivreux existe sous forme naturelle : la cuprite.

## Usages
Colorant du verre, des céramiques et émaux, catalyseur, biocide (antimicrobien et fongicide) utilisé dans les antifoulings et pour protéger les filets de pêche. L'oxyde cuivreux est employé comme pigment pour le verre, les céramiques et les émaux. Il dope les cellules photoélectriques, et est présent dans les pâtes de brasure, en galvanoplastie. Il est aussi, refroidi à température critique, un puissant supraconducteur (cf. supraconductivité).

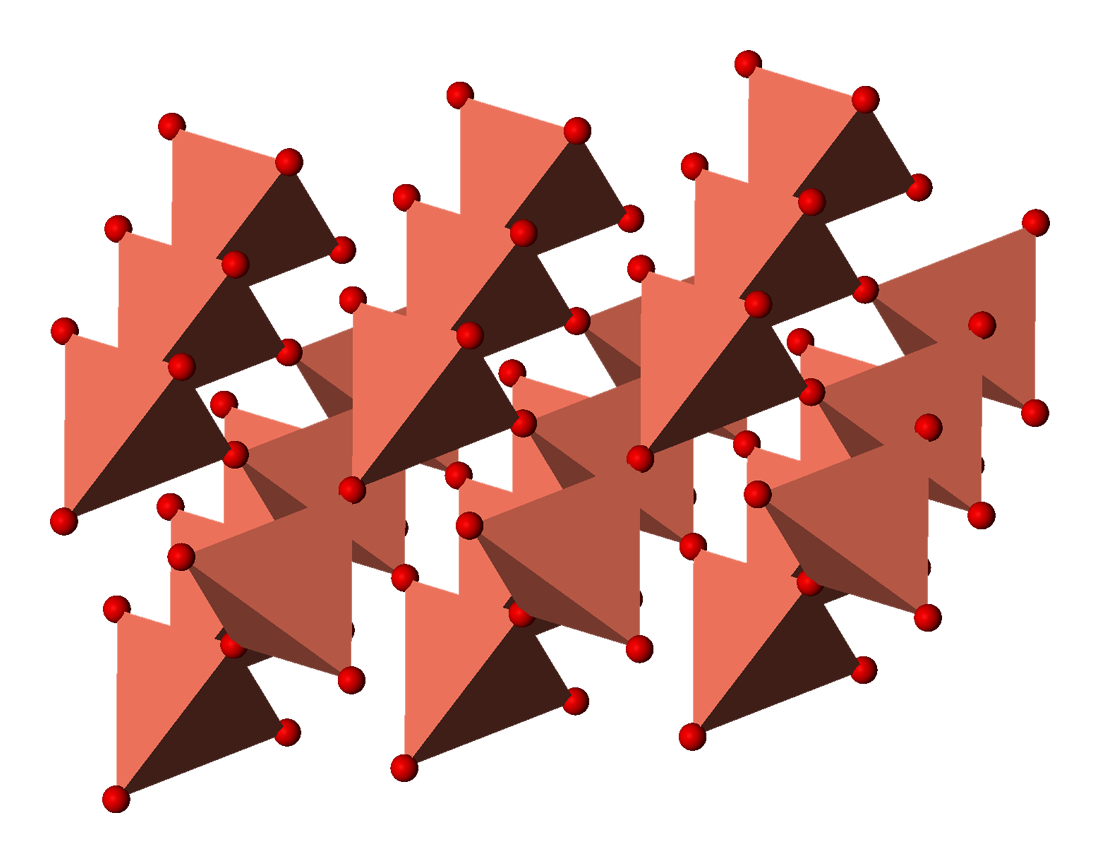
Réseau cristallin.

## Toxicologie
Toxique lorsqu’absorbé par voie respiratoire. Il est classé D1B au Canada (Matière toxique ayant des effets immédiats graves).

Il n’a pas été classé cancérigène ni génotoxique par l’Union européenne (JOCE, 2004).

Létalité aiguë : DL50 orale (rat) = 470 mg/kg. 
Symptômes : une irritation suit l’inhalation qui, si elle est importante ou fréquente, peut se prolonger par une « fièvre des métaux » (frissons et/ou fièvre accompagnés de douleurs musculaires, maux de tête, diarrhée), avec possibilité de rhinite atrophique et de décoloration de la peau et des cheveux.
Il est recommandé de protéger la peau et les cheveux. Un masque de protection respiratoire est nécessaire, et obligatoire au Canada au-delà d’une concentration atmosphérique de 0,2 mg/m3. Étiquetage : divulgation à 1,0 % selon la liste de divulgation des ingrédients au Canada.